# Ayotzintepec
Ayotzintepec là một đô thị thuộc bang Oaxaca, México. Năm 2005, dân số của đô thị này là 6524 người.